# Terry Scott
Terry Scott (* 4. Mai 1927 in Watford, Hertfordshire; † 26. Juli 1994 in Godalming, Surrey; eigentlich Owen John Scott) war ein britischer Schauspieler und Komiker.

## Biografie
Scott spielte bereits als Schüler kleinere Rollen am heimischen Watford Amateur Dramatic Society, wobei er bereits hier eine Affinität zum komischen Fach entwickelte. Während des Zweiten Weltkrieges unterbrach er seine Schauspieltätigkeit und kämpfte in der Royal Navy.
Nach Kriegsende startete er aus eigenen Mitteln eine Karriere als Schauspieler und Produzent. Als Komiker trat er in Radioprogrammen und Fernsehsendungen auf, z. B. 1949 neben Bob Monkhouse bei der BBC. Sein erster größerer Fernseherfolg war die Comedyserie Great Scott, it’s Maynard, in der er gemeinsam mit Bill Maynard Sketche aufführte.
1969 begann während mit Scott on … seine äußerst erfolgreiche Zusammenarbeit mit June Whitfield. Beide spielten die Hauptrollen in der Comedyserie Happy Ever After (1974–1978) und anschließend in Terry and June (1979–1987), die in Spitzenzeiten mit nahezu 15 Millionen Zuschauern zu einer der erfolgreichsten wöchentlichen Sendungen des Landes avancierte.
Einen ersten Filmauftritt konnte Scott in der Terry-Thomas-Komödie Blue Murder at St Trinian’s verzeichnen. Zunächst war er in Spielfilmen vorwiegend in markanten Nebenrollen zu sehen, wie z. B. in Junger Mann aus gutem Haus, Zu viele Gauner (beide abermals mit Terry-Thomas in der Hauptrolle), Ach, du lieber Vater! (mit James Robertson Justice), dem Miss-Marple-Krimi Vier Frauen und ein Mord und der Krankenhaus-Komödie Hilfe, sie liebt mich nicht!  (mit Leslie Phillips). Der Kinoerfolg stellte sich für Scott erst 1968 ein, als er in mehreren Filmen der Carry-On-Filmreihe mitwirkte. Bereits 1958 hatte er in Carry On Sergeant, dem ersten Film der Reihe, eine kleinere Rolle gespielt. In seinem zweiten Carry-On-Film, Alles unter Kontrolle – keiner blickt durch, übernahm er als Sergeant MacNutt eine größere Rolle. In seinen insgesamt sieben Filmen der Reihe sowie zwei weiteren Fernsehspecials parodierte Scott u. a. Tarzan, Kardinal Thomas Wolsey, Dr. Frankenstein und den Squire Trelawney aus Stevensons Schatzinsel. 1972 stand er für Die total verrückte Oberschwester ein letztes Mal mit dem Carry-On-Team, zu dem neben Kenneth Williams und Sidney James auch sein ehemaliger Fernsehpartner Bill Maynard gehörte, vor der Kamera. Im selben Jahr spielte er noch ein weiteres Mal unter der Regie von Gerald Thomas in Schütze dieses Haus!, der Filmversion einer Fernsehcomedy mit Sidney James, der zugleich der einzige gemeinsame Film von Scott und Whitfield war.
Ende der 1970er Jahre verschlechterte sich Scotts Gesundheitszustand zunehmend. 1979 musste er sich nach einer Hirnblutung einem mehrstündigen neurochirurgischen Eingriff unterziehen. Ende der 1980er Jahre erkrankte er zudem an Krebs. Nach langjährigem Kampf erlag er dieser Erkrankung am 26. Juli 1994.

## Filmografie (Auswahl)
- 1955: Terry Scott (Fernsehkurzfilm)
- 1957: Scott Free (Fernsehserie, 6 Folgen)
- 1955: Great Scott, it’s Maynard (Fernsehserie)
- 1957: Blue Murder at St Trinian’s
- 1958: Kopf hoch – Brust raus! (Carry On Sergeant)
- 1959: Zu viele Gauner (Too Many Crooks)
- 1959: Ein Schotte auf Brautschau (The Bridal Path)
- 1959: Junger Mann aus gutem Haus (I’m All Right Jack)
- 1959: The Anne Shelton Show (Fernsehserie, 2 Folgen)
- 1960: And the Same to You
- 1961: The Night We Got the Bird
- 1961: Das Hausboot (Double Bunk)
- 1961: Nearly a Nasty Accident
- 1961: Mary Had a Little…
- 1961: No, My Darling Daughter
- 1961: What a Whopper
- 1961: Nothing Barred
- 1961: The Rag Trade (Fernsehserie, 1 Folge)
- 1961–1962: BBC Sunday-Night Play (Fernsehserie, 4 Folgen)
- 1961–1965: Brian Rix Presents… (Fernsehserie, 4 Folgen)
- 1962: Das letzte Wort hat sie (A Pair of Briefs)
- 1962: Dial RIX (Fernsehserie, 4 Folgen)
- 1962–1967: Hugh and I (Fernsehserie, 69 Folgen)
- 1963: Dick Whittington (Fernsehfilm)
- 1963–1964: A Christmas Night with the Stars (Fernsehserie, 2 Folgen)
- 1964: Ach, du lieber Vater! (Father came, too)
- 1964: Vier Frauen und ein Mord (Murder Most Foul)
- 1964: Gonks Go Beat
- 1964–1974: Scott On... (Fernsehserie, 30 Folgen)
- 1965: Mother Goose (Fernsehfilm)
- 1965: Laughter from the Whitehall (Fernsehserie, 1 Folge)
- 1966: Hilfe, sie liebt mich nicht! (Doctor in Clover)
- 1966: The Great St. Trinian’s Train Robbery
- 1967: Gespenster, nur Gespenster (A Ghost of a Chance)
- 1968: The Very Merry Widow (Fernsehserie, 1 Folge)
- 1968: Hugh and I Spy (Fernsehserie, 6 Folgen)
- 1968: Alles unter Kontrolle – keiner blickt durch (Carry On… Up the Khyber)
- 1969: Das total verrückte Campingparadies (Carry On Camping)
- 1969: The Gnomes of Dulwich (Fernsehserie, 6 Folgen)
- 1969: Carry On Christmas (Fernsehfilm)
- 1970: Die total verrückte Königin der Amazonen (Carry On Up the Jungle)
- 1970: Liebe, Liebe usw. (Carry On Loving)
- 1970: Carry On Again Christmas (Fernsehfilm)
- 1971: Heinrichs Bettgeschichten oder Wie der Knoblauch nach England kam (Carry On Henry)
- 1971: Ein Streik kommt selten allein (Carry On at Your Convenience, Szenen gelöscht)
- 1971: Mr Tumbleweed (Fernsehfilm)
- 1972: Die total verrückte Oberschwester (Carry On Matron)
- 1972: Schütze dieses Haus (Bless This House)
- 1972: Ein total verrückter Urlaub (Carry On Abroad, Szenen gelöscht)
- 1973: Son of the Bride (Fernsehserie, 6 Folgen)
- 1973: Christmas Pantomime: Robin Hood (Fernsehfilm)
- 1974: Comedy Playhouse (Fernsehserie, 1 Folge)
- 1974–1978: Happy Ever After (Fernsehserie, 40 Folgen)
- 1975: Whodunnit? (Fernsehserie, 1 Folge)
- 1979: Die Profis (The Professionals, Fernsehserie, 1 Folge)
- 1979–1987: Terry and June (Fernsehserie, 65 Folgen)
- 1981–1992: Danger Mouse (Fernsehserie, 90 Folgen, Stimme)
- 1988: Mr. H Is Late (Fernsehfilm)